# Alan Lee (artysta)
Alan Lee (ur. 20 sierpnia 1947) – brytyjski grafik.
Stworzył ponad pięćdziesiąt akwarelowych ilustracji przygotowanych z okazji setnej rocznicy urodzin Tolkiena edycji Władcy Pierścieni, Tolkien’s Ring i Hobbita. W filmowych Władcy Pierścieni i Hobbicie był odpowiedzialny za szkice koncepcyjne.
Lee od wielu lat zajmuje się celtyckimi i nordyckimi mitami, które inspirowały Tolkiena. Ilustrował m.in. książki fantasy: Faeries (wraz z Brianem Froudem), The Mabinogion, Castles, The Mirrorstone, The Moons Revenge, Merlin Dreams, Black Ships Before Troy i The Wanderings of Odysseus.
Otrzymał wiele nagród, w tym medal Kate Greenway za Black Ships Before Troy. W 1998 zdobył Nagrodę World Fantasy dla najlepszego grafika. Zdobył Oscara w kategorii najlepsza scenografia za film Władca Pierścieni: Powrót króla.